# 孙健君
孙健君（1957年—），江苏南通人，中国导演、编剧、制片人，派格太合环球传媒总裁。

## 生平
1976年他毕业于南京艺术学院，曾任南京艺术学院音乐系老师。1980年代赴美国留学，1989年获得加州大学艺术硕士学位。

## 事业
他活跃于摄影，以及音乐、电视和电影制作等领域。

### 摄影
其摄影作品于1991年入选《世界摄影年鉴》和《美国摄影年鉴》，1992年又入选《世界摄影年鉴》。他的水晶大教堂摄影作品被罗马教皇收藏，并以业余选手身份获得17项国际奖项。

### 节目制作
1993年他从旅居多年的美国回到北京，与北京电影制片厂合资创建了“派格环球影视文化公司”，策划、制作了一系列比较有影响力的文化节目：如《环球影视》、现场综艺节目《英达脱口秀》、大型纪录片《共和国外交风云录》、电视剧《临时家庭》、跨国文化交流活动《为中国喝彩》系列。

### 电影
2011年首次编剧、执导时尚特工电影《天机：富春山居图》，中国大陆于2013年6月9日上映，台灣于2013年6月21日上映。差評如潮，爛到連男女主角劉德華與張靜初都出來道歉。